# Gwardia Królewska (Oman)
Gwardia Królewska (arab. الحرس السلطاني, Al-Haras as-Sultani) – jeden z rodzajów sił zbrojnych Omanu, pełniący funkcje reprezentacyjne, ochrony sułtana oraz antyterrorystyczne. 
Gwardia jest pod osobistym dowództwem sułtana i nie stanowi części głównego aparatu ochrony państwa. Pełni rolę osobistej ochrony sułtana, a także ma zadanie wykrywania i zwalczania potencjalnych dysydentów i grup wywrotowych. Gwardia pełni też istotne funkcje reprezentacyjno-ceremonialne. W tym celu utrzymuje trzy orkiestry wojskowe, królewską orkiestrę symfoniczną, akrobacyjny zespół motocyklowy, spadochronowy, oraz kawaleryjski.
Gwardia, podobnie jak regularne siły zbrojne, składa się z oddziałów lądowych, morskich i lotniczych. Jej siły wzrosły z 4000 w roku 1990 żołnierzy do 6400 w 2006 roku, zwiększono też znacząco jej zdolności bojowe przez zakup nowego sprzętu, w szczególności wozów pancernych. Koledż techniczny zapewnia możliwość kształcenia personelu gwardii.

## Komponent lądowy
Lądowe siły gwardii składają się z brygady gwardii w sile 5000 żołnierzy i dwóch 1000-osobowych pułków sił specjalnych, służących jako oddziały antyterrorystyczne. 
| Zdjęcie           | Nazwa          | Państwo pochodzenia | Rodzaj sprzętu                        | Liczba | Opis |
| ----------------- | -------------- | ------------------- | ------------------------------------- | ------ | --- |
|                   | Centauro       | Włochy              | Kołowy niszczyciel czołgów            | 9      | Niszczyciel czołgów na podwoziu 8x8, wersja z armatą OTO 120 mm.                                                                             |
|                   | WZ551          | Chiny               | Kołowy transporter opancerzony        | 50     | Pływający transporter opancerzony, zmodernizowana wersja WZ551B. Zakupione w 2003 roku, dostarczono m.in. wersję wozu dowodzenia i ambulansu |
|                   | VAB VC1        | Francja             | Kołowy transporter opancerzony        | 14     | Transporter opancerzony, z wieżyczką z działkiem 20 mm                                                                                       |
|                   | VAB 6x6 VDAA   | Francja             | Kołowy transporter opancerzony        | 9      | Samobieżne działo przeciwlotnicze na podwoziu VAB 6x6, wyposażone w podwójną armatę 20 mm i radar                                            |
|                   | Typ 90A        | Chiny               | Wieloprowadnicowa wyrzutnia rakietowa | 6      | Zakupione w 2002 roku. Chińska wersja BM-21, 40-prowadnicowa wyrzutnia na podwoziu ciężarówki Tienna XC2200 6×6.                             |
| Sprzęt wycofywany |                |                     |                                       |        | |
|                   | Renault VBC-90 | Francja             | Kołowy bojowy wóz piechoty            | 9      | Wóz piechoty z armatą kal. 90 mm; zastąpiony przez IFV Centauro                                                                              |

## Komponent morski
Niewielki, 150-osobowy dywizjon morski był w 2006 wyposażony w trzy jednostki: jacht królewski „Al-Said”, jacht żaglowy (dau) „Zinat Al Bihaar” i okręt wsparcia „Fulk Al Salameh”, który posiadał możliwość wzięcia na pokład dwóch helikopterów Super Puma. W 2008 poprzedni jacht, przemianowany na „Loaloat Al Behar”,  został przekazany ministerstwu turystyki, a do służby wszedł nowy jacht „Al Said” (155 m długości, 15 580 ton wyporności).

## Komponent lotniczy
Sekcja lotnicza w 2006 roku posiadała dwa Boeingi 747, jednego Douglas DC-8 i dwa samoloty Gulfstream IV, oraz trzy helikoptery Aérospatiale Puma, dwa Eurocopter Super Puma w wersji AS-332C i jeden w wersji AS-332L. Służy w niej 250 żołnierzy.